# Empidornis semipartitus
Empidornis semipartitus là một loài chim trong họ Muscicapidae.